# شین هیون بین
شین هیون بین (کره‌ای: 신현빈؛ زادهٔ کواک هیون بین در ۱۰ آوریل ۱۹۸۶) بازیگر اهل کره جنوبی است. او حرفهٔ بازیگری خود را با ایفای نقش در فیلم او در حال انجام وظیفه است (۲۰۱۰) و مجموعه تلویزیونی بک دونگ سو دلاور (۲۰۱۱) آغاز کرد.

## فیلم‌شناسی

### فیلم
| سال  | عنوان                         | نقش          | یادداشت |
| ---- | ----------------------------- | ------------ | ------- |
| ۲۰۱۰ | او در وظیفه است               | جانگ می      | [ ۲ ]   |
| ۲۰۱۲ | تقریباً چه                     | خبرنگار سایت | کامئو   |
| ۲۰۱۵ | گزینه‌های گمشده                | چه جی یون    | [ ۳ ]   |
| ۲۰۱۷ | تکلیف محرمانه                 | هوآریونگ     | [ ۴ ]   |
| ۲۰۱۸ | هفت سال شب                    | مون هاونگ    | [ ۴ ]   |
| ۲۰۱۸ | غروب خورشید در زادگاه من      | می کیونگ     | [ ۵ ]   |
| ۲۰۱۸ | نگاهی به نقطه                 | لی جی سو     |         |
| ۲۰۱۹ | تشویق کنید، آقای لی           | هی یونگ      |         |
| ۲۰۲۰ | کمد                           | سونگ هی      |         |
| ۲۰۲۰ | حیواناتی که به کاه چنگ می‌زنند | می ران       |         |

### سریال‌های تلویزیونی
| سال  | عنوان                         | نقش          | شبکه           | یادداشت |
| ---- | ----------------------------- | ------------ | -------------- | ------- |
| ۲۰۱۱ | بک دونگ سو دلاور              | یو جی سان    | سیستم پخش سئول | [ ۶ ]   |
| ۲۰۱۱ | خانواده کیمچی                 | یوکی         | jTBC           | [ ۷ ]   |
| ۲۰۱۲ | پرتره خانواده                 | هان می هوا   | سیستم پخش سئول | [ ۸ ]   |
| ۲۰۱۴ | می‌می                          | جانگ یون هی  | شبکه           | [ ۹ ]   |
| ۲۰۱۶ | مادام آنتوان: درمانگر عشق     | کلر          | JTBC           | کامئو   |
| ۲۰۱۷ | ملکه مرموز                    | جونگ جی وون  | کی‌بی‌اس۲        | [ ۱۱ ]  |
| ۲۰۱۷ | آرگون                         | چای سو مین   | tvN            | [ ۱۲ ]  |
| ۲۰۱۷ | درخشش باران                   | معمار        | JTBC           | کامئو   |
| ۲۰۱۸ | معشوقه                        | کیم یون سو   | OCN            | [ ۱۴ ]  |
| ۲۰۱۹ | اعتراف                        | ها یو ری     | tvN            | [ ۱۵ ]  |
| ۲۰۲۰ | پلی‌لیست بیمارستان             | جانگ گیو اول | tvN            | [ ۱۶ ]  |
| ۲۰۲۱ | شخصی شبیه شما                 | گو هه وون    | JTBC           | [ ۱۷ ]  |
| ۲۰۲۲ | تولد دوباره در خانواده پولدار | سو مین یونگ  | JTBC           | [ ۱۸ ]  |
| ۲۰۲۳ | بگو که دوستم داری             | جونگ مو اون  | ENA            |         |